# Le Veurdre
 Le Veurdre  là một xã ở tỉnh Allier thuộc miền trung nước Pháp.